# Sanchin
Sanchin (サンチン?, Sanchin) è un kata cinese meridionale, originario di Fujian che è considerato il cuore di molti stili, maggiormente noto negli stili di Karate: Gōjū-ryū, Uechi-ryū, Sankukai e Shito-Ryu come nelle arti marziali cinesi del Baihequan (白鶴拳), Wuzuquan (五祖拳, Pugilato dei 5 Antenati), Gangrouquan (刚柔拳) e nelle forme Hehu Shuangxingquan (虎鹤双形拳) e Bao Da Lianhuan (豹打连环) dello stile Hung Gar. Tam Hon ha insegnato uno stile che è stato semplicemente chiamato "Saam Jin" (cantonese per "Sanchin", 三战). Il nome Sanchin, che significa "tre battaglie", è spesso interpretato come la battaglia per unificare mente, corpo e spirito; tuttavia esistono altre interpretazioni dello stesso.
La versione di Sanchin usata nella maggior parte degli stili di Karate fu sviluppata dal fondatore del Goju Ryu Chōjun Miyagi e utilizzata in maniera molto forte, spinta tesa a pugno "chiuso". Nel Uechi Ryu e nel Ryuei Ryu, la pratica del Sanchin è più vicina alla versione cinese con colpi di mano lanciati più veloci che colpiscono un po' come un serpente.

## Posizione
Normalmente il Sanchin utilizza solamente una posizione omonima e si svolge con una respirazione controllata (respirazione ibuki). Mentre in alcuni stili inspirazione e espirazione sono eseguite all'unisono coi vari movimenti di parata ed attacco, altri prevedono che la respirazione non sia coordinata all'esecuzione delle varie tecniche. Nelle versioni più comunemente insegnate, si enfatizza la tensione muscolare e i movimenti del corpo sono solidi, stabili e coordinati. A differenza della maggior parte degli stili okinawensi e giapponesi, nei quali si ritrovano pugni chiusi e una notevole enfasi sulla tensione muscolare, la versione cinese e quella dello Uechi-ryū del Sanchin usano le mani aperte ed impiegano una minore tensione, questo è inteso a facilitare il corretto allenamento del qi (o ki).

## Caratteristiche nello stile Gōjū-ryū
Sanchin è il nono kata del karate stile Gōjū-ryū ed il terzo dei kata intermedi (Fukyu kata).
Sanchin rappresenta la durezza e la forza (go) della scuola Goju-Ryu e le simboleggia.
Pertanto assieme al kata Tensho (che rappresenta il ju), rappresenta la vera arte del GoJu.
Il kata Sanchin e il kata Tensho insieme compongono la coppia Go-Ju.
Sanchin significa "tre battaglie". Non si riferisce a combattimenti reali, ma ad una battaglia interiore che coinvolge corpo, mente e spirito. È un kata molto impegnativo, che costringe i muscoli ad una costante tensione, così come è difficile la respirazione Ibuki. 
Sanchin è caratterizzato dal rumore della respirazione ibuki, una respirazione concentrata e intensa e dalla posizione Sanchin Dachi, tipica del Goju-Ryu. Questo kata è considerato come una forma di base, portatrice dell'essenza del Goju-Ryu. 
Praticandolo si impara a concentrare la forza attraverso la respirazione e la tensione dei muscoli del corpo. 
Di solito viene eseguito per la cintura blu assieme al kata Taikyoku Mawashi uke.

## Caratteristiche nello stile Uechi-ryū
Di tutti i Kata praticati nel Karate Uechi-ryū, il Sanchin riveste il ruolo più importante, ponendosi come chiave di volta dell'intero stile. Contrariamente ad altri stili, nello Uechi-ryu, il Kata Sanchin è il primo a venire insegnato e il suo studio si protrae durate tutto il corso della vita di ogni praticante. 
Secondo Takamiyagi Shigeru, Hanshi 10° Dan di Karate Uechi-ryu, la pratica del Sanchin, permette uno sviluppo e una crescita dello studente articolati su cinque diversi piani, che vanno ben oltre il semplice esercizio fisico o la difesa personale. Se correttamente compreso, il Sanchin rappresenta un vero e proprio manifesto filosofico. I benefici derivanti da una sua pratica costante sono riassumibili in cinque punti: permette la coordinazione di tutta la struttura corporea; corregge la respirazione; aiuta a sviluppare uno sguardo vigile e penetrante; coltiva la concentrazione spirituale; rafforza e fortifica il corpo. La parola chiave per la comprensione del Sanchin è “coordinazione”. Una postura corretta permette un buon radicamento a terra; mentre una concentrazione e una respirazione adeguate consentono di coordinare tutti i movimenti del corpo. Infine, uno sguardo attento e vigile dimostra una concentrazione inflessibile, essenziale per seguire ogni mossa dell'avversario. Sviluppare un Sanchin forte e coordinato, significa forgiare ed affinare sé stessi.